# Lijst van Eurocommissarissen voor Digitale economie en samenleving
Hierna volgt een lijst van Eurocommissarisssen voor de Digitale economie en samenleving.
Het ambt voor de Digitale economie en samenleving stamt uit 1985, onder verschillende benamingen. Tot 2010 was dat Informatie en Media, en van 2010 tot 2014 Digitale agenda.
Bij het aantreden van de commissie-Juncker werd de portefeuille hernoemd naar Digitale economie en samenleving.
| Naam                | Land       | Periode    | Commissie                |
| ------------------- | ---------- | ---------- | ------------------------ |
| Karl-Heinz Narjes   | Duitsland  | 1985–1992  | Commissie-Delors I en II |
| Antonio Ruberti     | Italië     | 1992–1995  | Commissie-Delors III     |
| Martin Bangemann    | Duitsland  | 1995–1999  | Commissie-Santer         |
| Erkki Liikanen      | Finland    | 1999–2004  | Commissie-Prodi          |
| Ján Figeľ           | Slowakije  | 2004       | Commissie-Prodi          |
| Viviane Reding      | Luxemburg  | 2004–2009  | Commissie-Barroso I      |
| Neelie Kroes        | Nederland  | 2010-2014  | Commissie-Barroso II     |
| Günther Oettinger   | Duitsland  | 2014–2017  | Commissie-Juncker        |
| Andrus Ansip (a.i.) | Estland    | 2017       | Commissie-Juncker        |
| Marija Gabriel      | Bulgarije  | 2017–2019  | Commissie-Juncker        |
| Margrethe Vestager  | Denemarken | 2019–heden | Commissie-Von der Leyen  |